# Gens Ateia
La gens Ateia era una famiglia plebea dell'antica Roma. Non è nota per essere stata particolarmente grande o importante ed è conosciuta per un piccolo numero di individui.

## Membri
- Gaio Ateio Capitone, tribuno della plebe nel 55 a.C., famoso per aver annunciato terribili disgrazie a causa della partenza di Marco Licinio Crasso per la Siria.
- Gaio Ateio Capitone, uno dei più distinti giuristi a cavallo tra il I secolo a.C. ed il I d.C, fu console suffectus nel 5.
- Lucio Ateio Pretestato, soprannominato Filologo, noto grammatico del I secolo a.C.
- Ateio Santo, una forma scorretta di Tito Aio Santo, oratore ed insegnante dell'imperatore Commodo.[2][3][4]